# Liste der Kulturgüter in Sitten
Die Liste der Kulturgüter in Sitten enthält alle Objekte in der Gemeinde Sitten (französisch Sion) im Kanton Wallis, die gemäss der Haager Konvention zum Schutz von Kulturgut bei bewaffneten Konflikten, dem Bundesgesetz vom 20. Juni 2014 über den Schutz der Kulturgüter bei bewaffneten Konflikten sowie der Verordnung vom 29. Oktober 2014 über den Schutz der Kulturgüter bei bewaffneten Konflikten unter Schutz stehen.
Objekte der Kategorien A und B sind vollständig in der Liste enthalten, Objekte der Kategorie C fehlen zurzeit (Stand: 1. Januar 2023).

## Kulturgüter
| Foto | | Objekt | Kat. | Typ | Standort                                                       | Beschreibung                                                |
| ---- | --- | --- | ---- | --- | -------------------------------------------------------------- | ----------------------------------------------------------- |
| ja   | Datei hochladen · Wikidata zu Kathedrale Unserer Lieben Frau (Q662821)                                          | Kathedrale Notre-Dame / Cathédrale Notre-Dame KGS-Nr.: 07035                                                                                                  | A    | G   | Rue de la Tour 13 593882 / 120292                              |                                                             |
| ja   | Datei hochladen · Wikidata zu Basilique de Valère (Q688261)                                                     | Kirche und Schloss Notre-Dame de Valère / Église et château Notre-Dame de Valère KGS-Nr.: 07037                                                               | A    | G   | Rue des Châteaux 100 594278 / 120278                           |                                                             |
| ja   | Datei hochladen · Wikidata zu Kirche Saint-Théodule (Q3584594)                                                  | Kirche St. Theodul / Église Saint-Théodule KGS-Nr.: 07038 | A    | G   | Rue de la Tour 15 593857 / 120236                              |                                                             |
| ja   | Datei hochladen · Wikidata zu Rathaus (Q29573931)                                                               | Rathaus / Hôtel de Ville KGS-Nr.: 07040 | A    | G   | Rue du Grand-Pont 12 593987 / 120265                           |                                                             |
| ja   | Datei hochladen · Wikidata zu La Majorie (Q2971285)                                                             | La Majorie KGS-Nr.: 07041 | A    | G   | Place de la Majorie 15 594033 / 120327                         | La Majorie ist in der Bildmitte / auf der rechten Bildseite |
| ja   | Datei hochladen · Wikidata zu Haus Supersaxo (Q3279007)                                                         | Maison Supersaxo KGS-Nr.: 07042 | A    | G   | Rue Supersaxo 4 593928 / 120207                                |                                                             |
| ja   | Datei hochladen · Wikidata zu Ruinen des Schlosses Tourbillon (Q2970842)                                        | Ruinen des Schlosses Tourbillon / Ruines du château de Tourbillon KGS-Nr.: 07044                                                                              | A    | F   | 594475 / 120560                                                |                                                             |
| ja   | Datei hochladen · Wikidata zu Kapuzinerkloster (Q15803962)                                                      | Kapuzinerkloster / Couvent des Capucins KGS-Nr.: 07058 | A    | G   | Avenue Saint-François 18, 20 593839 / 120700                   |                                                             |
| ja   | Datei hochladen · Wikidata zu Kunstmuseum Wallis (Q27488911)                                                    | Kunstmuseum des Wallis (Sammlung) / Musée d’Art du Valais (collection) KGS-Nr.: 08721                                                                         | A    | S   | Place de la Majorie 15 594033 / 120327                         |                                                             |
| ja   | Datei hochladen · Wikidata zu Historisches Museum des Wallis (Sammlung) (Q27488915)                             | Historisches Museum des Wallis (Sammlung) / Musée d'Histoire du Valais (collection) KGS-Nr.: 08722                                                            | A    | S   | Rue des Châteaux 12 594074 / 120304                            |                                                             |
| ja   | Datei hochladen · Wikidata zu Naturhistorisches Museum (Sammlung) (Q56218260)                                   | Naturhistorisches Museum (Sammlung) / Musée de la Nature (collection) KGS-Nr.: 08765                                                                          | A    | S   | Rue des Châteaux 12 593679 / 120328                            |                                                             |
| ja   | Datei hochladen · Wikidata zu Staatsarchiv Wallis (Q14848222)                                                   | Staatsarchiv Wallis / Archives de l’Etat du Valais KGS-Nr.: 08823                                                                                             | A    | S   | Rue de Lausanne 45 593590 / 119980                             |                                                             |
| BW   | Datei hochladen · Wikidata zu Archiv des Bistums Sitten (Q29573927)                                             | Archiv des Bistums Sitten / Archives de l’Evêché de Sion KGS-Nr.: 08903                                                                                       | A    | S   | Rue de la Tour 12 593791 / 120265                              |                                                             |
| ja   | Datei hochladen · Wikidata zu Mediathek Wallis Sitten (Q961468)                                                 | Mediathek Wallis Sitten / Médiathèque Valais Sion KGS-Nr.: 09316                                                                                              | A    | S   | Rue de Lausanne 45 593590 / 119980                             |                                                             |
| ja   | Datei hochladen · Wikidata zu Ville, station / ville néolithique / moderne (Q29573937)                          | Sion, occupations, ville néolithique-époque moderne KGS-Nr.: 09704                                                                                            | A    | F   | 593601 / 119799                                                |                                                             |
| ja   | Datei hochladen · Wikidata zu Le Vidomnat (Q29573934)                                                           | Le Vidomnat KGS-Nr.: 10367 | A    | G   | Place de la Majorie 13 594015 / 120309                         | Le Vidomnat ist auf der linken Bildseite                    |
| BW   | Datei hochladen                                                                                                 | Archiv und Sammlungen des kantonalen Amtes für Archäologie Wallis / Archives et collections de l’office cantonal d’archéologie du Valais KGS-Nr.: 10530       | A    | S/F | Route de la Piscine 10 593435 / 119244                         |                                                             |
| ja   | Datei hochladen · Wikidata zu Chalet Jacques Allet (Supersaxo) (Q29927989)                                      | Chalet Jacques Allet (Supersaxo) KGS-Nr.: 06588 | B    | G   | Les Agettes, Route de l’Ours 3 594597 / 116436                 |                                                             |
| BW   | Datei hochladen · Wikidata zu Ehemalige Hypotheken- und Sparkassenbank (Gebäude) (Q29927900)                    | Ehemalige Hypotheken- und Sparkasse / Ancienne caisse hypothécaire et d'épargne KGS-Nr.: 07034                                                                | B    | G   | Rue des Vergers 7, 9 593807 / 120031                           |                                                             |
| ja   | Datei hochladen · Wikidata zu Grange-à-l’Évêche (Museumsgebäude) (Q29928214)                                    | Grange-à-l’Évêche KGS-Nr.: 07039 | B    | G   | Rue des Châteaux 12 594081 / 120318                            |                                                             |
| ja   | Datei hochladen · Wikidata zu Ehemaliges Kollegium (Gerichtsgebäude) (Q29927601)                                | Ehemaliges Kollegium (Gerichtsgebäude) / Ancien collège (Palais de Justice) KGS-Nr.: 07046                                                                    | B    | G   | Avenue de la Gare 40 / Rue Mathieu-Schiner 1 593714 / 120304   |                                                             |
| ja   | Datei hochladen · Wikidata zu Ehemaliges Bürgerspital (Q29927634)                                               | Ehemaliges Bürgerspital / Ancien hôpital des bourgeois KGS-Nr.: 07047                                                                                         | B    | G   | Rue de la Dixence 10 594159 / 119929                           |                                                             |
| ja   | Datei hochladen · Wikidata zu Ehemalige Herberge La Croix-Blanche (Q29927667)                                   | Ehemalige Herberge La Croix-Blanche / Ancienne Auberge de la Croix-Blanche KGS-Nr.: 07048                                                                     | B    | G   | Rue de Conthey 12 593915 / 120214                              |                                                             |
| ja   | Datei hochladen · Wikidata zu Ehemalige Herberge Le Lion d’Or (Q29927700)                                       | Ehemalige Herberge Le Lion d’Or / Ancienne Auberge du Lion d’Or KGS-Nr.: 07049                                                                                | B    | G   | Rue du Grand-Pont 6 593988 / 120235                            |                                                             |
| ja   | Datei hochladen · Wikidata zu Ehemalige Apotheke Uffembort (Q29927730)                                          | Ehemalige Apotheke Uffembort / Ancienne pharmacie Uffembort KGS-Nr.: 07050                                                                                    | B    | G   | Rue de la Lombardie 3 594019 / 120185                          |                                                             |
| ja   | Datei hochladen · Wikidata zu Ehemalige Präfektur des Départements Simplon (Maison de Kalbermatten) (Q29927761) | Ehemalige Präfektur des Départements Simplon (Maison de Kalbermatten) / Ancienne Préfecture du Département du Simplon (maison de Kalbermatten) KGS-Nr.: 07051 | B    | G   | Rue de Lausanne 7 593946 / 120122                              |                                                             |
| ja   | Datei hochladen · Wikidata zu Ehemaliges Kantonales Zeughaus (Q29927814)                                        | Ehemaliges Kantonales Zeughaus / Ancien arsenal cantonal KGS-Nr.: 07052                                                                                       | B    | G   | Rue de Lausanne 45 593568 / 119963                             |                                                             |
| ja   | Datei hochladen · Wikidata zu Einsiedelei Longeborgne (Q3344677)                                                | Einsiedelei Longeborgne / Ermitage de Longeborgne KGS-Nr.: 07053                                                                                              | B    | G   | Bramois, Chemin de Longeborgne 11 597719 / 119174              |                                                             |
| ja   | Datei hochladen · Wikidata zu Brücke und Kapelle (Q29927933)                                                    | Brücke und Kapelle / Pont et chapelle KGS-Nr.: 07055 | B    | G   | Bramois, Rue du Vieux-Village 597161 / 119776                  |                                                             |
| ja   | Datei hochladen · Wikidata zu Casino (Q29927959)                                                                | Casino KGS-Nr.: 07056 | B    | G   | Rue du Grand-Pont 4 593989 / 120208                            |                                                             |
| ja   | Datei hochladen · Wikidata zu Kapelle Tous-les-Saints (Q29928012)                                               | Kapelle Tous-les-Saints KGS-Nr.: 07057 | B    | G   | Rue des Châteaux 594335 / 120360                               |                                                             |
| ja   | Datei hochladen · Wikidata zu Kollegiumskirche (Heilige Dreifaltigkeit) (Q29928135)                             | Kollegiumskirche (Heilige Dreifaltigkeit) / Église du Collège (Sainte-Trinité) KGS-Nr.: 07059                                                                 | B    | G   | Rue du Vieux-Collège 18 594089 / 120226                        |                                                             |
| ja   | Datei hochladen · Wikidata zu Löwenbrunnen (Q29928164)                                                          | Löwenbrunnen / Fontaine du Lion KGS-Nr.: 07060 | B    | K   | Rue du Grand-Pont 593959 / 120330                              |                                                             |
| ja   | Datei hochladen · Wikidata zu Grenette (Q29928242)                                                              | Grenette KGS-Nr.: 07061 | B    | G   | Rue du Grand-Pont 24 593978 / 120339                           |                                                             |
| ja   | Datei hochladen · Wikidata zu Maison de la Cible (Q29928299)                                                    | Maison de la Cible KGS-Nr.: 07062 | B    | G   | Rue du Tunnel 4 594108 / 120420                                |                                                             |
| ja   | Datei hochladen · Wikidata zu Maison de la Diète (Q29928317)                                                    | Maison de la Diète KGS-Nr.: 07063 | B    | G   | Rue du Vieux-Collège 1 594034 / 120266                         |                                                             |
| ja   | Datei hochladen · Wikidata zu Maison du Chapitre (Calendes) (Q29928327)                                         | Maison du Chapitre (Calendes) KGS-Nr.: 07064 | B    | G   | Place de la Cathédrale 1 593919 / 120270                       |                                                             |
| ja   | Datei hochladen · Wikidata zu Maison du Diable (Q29928331)                                                      | Maison du Diable KGS-Nr.: 07065 | B    | G   | Rue des Creusets 31 593808 / 119702                            |                                                             |
| ja   | Datei hochladen · Wikidata zu St. Anna Kapelle (Q29928333)                                                      | Kapelle Sainte-Anne KGS-Nr.: 07066 | B    | G   | Molignon 596562 / 122082                                       |                                                             |
| ja   | Datei hochladen · Wikidata zu Schlossruine Montorge (Q29928365)                                                 | Schlossruine Montorge / Ruines du château Montorge KGS-Nr.: 07067                                                                                             | B    | F/G | Montorge 591969 / 119910                                       |                                                             |
| ja   | Datei hochladen · Wikidata zu Ehemaliges naturhistorisches Museum (Q14655125)                                   | Ehemaliges naturhistorisches Museum / Ancien musée de la nature KGS-Nr.: 07068                                                                                | B    | G   | Avenue de la Gare 42 593671 / 120323                           |                                                             |
| ja   | Datei hochladen · Wikidata zu Regierungsgebäude (Q29928421)                                                     | Regierungsgebäude / Palais du Gouvernement KGS-Nr.: 07069 | B    | G   | Place de la Planta 3 593812 / 120199                           |                                                             |
| ja   | Datei hochladen · Wikidata zu Bischofspalast (Q29928446)                                                        | Bischofspalast / Palais épiscopal KGS-Nr.: 07070 | B    | G   | Rue de la Tour 12 593801 / 120259                              |                                                             |
| ja   | Datei hochladen · Wikidata zu Kantonale Strafvollzugsanstalt (ehemalige Staatskanzlei) (Q29928458)              | Kantonale Strafvollzugsanstalt (ehemalige Staatskanzlei) / Pénitencier cantonal (ancienne chancellerie d'Etat) KGS-Nr.: 07071                                 | B    | G   | Rue des Châteaux 22 594173 / 120372                            |                                                             |
| ja   | Datei hochladen · Wikidata zu Festungsmauer bei der Rue des Tonneliers (Q29928461)                              | Festungsmauer bei der Rue des Tonneliers / Rempart de la rue des Tonneliers KGS-Nr.: 07073                                                                    | B    | G   | Rue des Tonneliers 594020 / 120420                             |                                                             |
| ja   | Datei hochladen · Wikidata zu Theater (Q29928464)                                                               | Theater / Théâtre KGS-Nr.: 07077 | B    | G   | Rue du Vieux-Collège 22 594099 / 120263                        |                                                             |
| ja   | Datei hochladen · Wikidata zu Hexenturm Sitten (Q3533653)                                                       | Hexenturm / Tour des Sorciers KGS-Nr.: 07078 | B    | G   | Rue de la Tour 593750 / 120387                                 |                                                             |
| ja   | Datei hochladen · Wikidata zu Turm und Stadtmauer (Bruchstück) (Q29928466)                                      | Turm und Stadtmauer (Bruchstück) / Tour et rempart (fragment) KGS-Nr.: 07079                                                                                  | B    | G   | Rue de la Lombardie 594099 / 120170                            |                                                             |
| ja   | Datei hochladen · Wikidata zu Villa Veuillet (Q29928471)                                                        | Villa Veuillet KGS-Nr.: 10612 | B    | G   | Chemin des Amandiers 30 593165 / 120169                        |                                                             |
| BW   | Datei hochladen · Wikidata zu Haus Bagaïni (Q29928269)                                                          | Maison Bagaïni KGS-Nr.: 10613 | B    | G   | Avenue de Tourbillon 38 594249 / 119766                        |                                                             |
| ja   | Datei hochladen · Wikidata zu Wohnhaus (Q29928322)                                                              | Wohnhaus / Maison d’habitation KGS-Nr.: 10616 | B    | G   | Rue du Rawil 9 593937 / 120601                                 |                                                             |
| ja   | Datei hochladen · Wikidata zu Grundschule für Knaben (Q29928103)                                                | Grundschule für Knaben / Ecole primaire des garçons KGS-Nr.: 10617                                                                                            | B    | G   | Chemin des Collines 31 593403 / 120039                         |                                                             |
| ja   | Datei hochladen · Wikidata zu Gebäude "Les Rochers" (Q29928071)                                                 | Gebäude "Les Rochers" / Immeuble "Les Rochers" KGS-Nr.: 10619                                                                                                 | B    | G   | Place du Midi 46–50 594105 / 120068                            |                                                             |
| ja   | Datei hochladen · Wikidata zu Elektrizitätswerk Chandoline (Q29928467)                                          | Elektrizitätswerk Chandoline / Usine électrique Chandoline KGS-Nr.: 10620                                                                                     | B    | G   | Rue de la Dixence 76 595079 / 119039                           |                                                             |
| ja   | Datei hochladen · Wikidata zu Mühle von Sion (Q29928391)                                                        | Mühle von Sion / Moulin de Sion KGS-Nr.: 10621 | B    | G   | Cour de la Gare 25 594372 / 119746                             |                                                             |
| ja   | Datei hochladen · Wikidata zu Kantonalbank (Q29927844)                                                          | Kantonalbank / Banque Cantonale KGS-Nr.: 14953 | B    | G   | Rue des Cèdres 8 593955 / 119857                               |                                                             |
| BW   | Datei hochladen                                                                                                 | Ehemalige Strafanstalt / Ancien pénitencier KGS-Nr.: 17382 | B    | G   | Rue des Châteaux 24 594205 / 120372                            |                                                             |
| BW   | Datei hochladen                                                                                                 | Villa Bernard d’Allèves KGS-Nr.: 17383 | B    | G   | Route d’Italie 31 595999 / 121618                              |                                                             |
| BW   | Datei hochladen                                                                                                 | Landwirtschaftsschule / École d’agriculture KGS-Nr.: 17384 | B    | G   | Châteauneuf, Avenue Maurice-Troillet 258 589826 / 118412       |                                                             |
| BW   | Datei hochladen                                                                                                 | Kapelle Saint-Georges / Chapelle Saint-Georges KGS-Nr.: 17385                                                                                                 | B    | G   | Rampe Saint-Georges 3 594013 / 120549                          |                                                             |
| BW   | Datei hochladen                                                                                                 | Grande-Dixence-Gebäude / Bâtiments de la Grande Dixence KGS-Nr.: 17386                                                                                        | B    | G   | Rue des Creusets 41 / Rue de la Blancherie 2 593672 / 119592   |                                                             |
| BW   | Datei hochladen                                                                                                 | Gebäude / Immeuble KGS-Nr.: 17388 | B    | G   | Rue des Érables 10 593405 / 119823                             |                                                             |
| ja   | Datei hochladen · Wikidata zu Bahnhof Sitten (Q288651)                                                          | Bahnhof / Gare ferroviaire KGS-Nr.: 17390 | B    | G   | Place de la Gare 1–7 593890 / 119567                           |                                                             |
| BW   | Datei hochladen                                                                                                 | Landwirtschaftsschule, Direktorenhaus / École d’agriculture, Maison du directeur KGS-Nr.: 17391                                                               | B    | G   | Avenue Maurice-Troillet 256 589900 / 118450                    |                                                             |
| BW   | Datei hochladen                                                                                                 | Kirche Sacré-Coeur / Église du Sacré-Coeur KGS-Nr.: 17393 | B    | G   | Avenue des Mayennets 13 594057 / 119861                        |                                                             |
| BW   | Datei hochladen                                                                                                 | Tennis des Îles CIS KGS-Nr.: 17394 | B    | G   | Route d’Aproz 71 591017 / 118001                               |                                                             |
| BW   | Datei hochladen                                                                                                 | Gebäude / Immeuble KGS-Nr.: 17395 | B    | G   | Rue de Lausanne 43 593616 / 120001                             |                                                             |
| BW   | Datei hochladen                                                                                                 | Maison Wirthner KGS-Nr.: 17396 | B    | G   | Avenue de la Gare 43 593652 / 120199                           |                                                             |
| BW   | Datei hochladen                                                                                                 | Ehemalige Mädchenschule / Ancienne école des filles KGS-Nr.: 17397                                                                                            | B    | G   | Avenue de la Gare 45 593629 / 120257                           |                                                             |
| BW   | Datei hochladen                                                                                                 | Maison Dubuis KGS-Nr.: 17398 | B    | G   | Rue de Lausanne 22 593620 / 120084                             |                                                             |
| BW   | Datei hochladen                                                                                                 | Villa Julier-Seiler (Villa de Riedmatten) KGS-Nr.: 17399 | B    | G   | Avenue Ritz 1 593619 / 120403                                  |                                                             |
| BW   | Datei hochladen                                                                                                 | Herrenhaus «Les Mayennets» (Villa des Cèdres) / Maison de maître «Les Mayennets» (Villa des Cèdres) KGS-Nr.: 17400                                            | B    | G   | Rue des Cèdres 6 593896 / 119839                               |                                                             |
| BW   | Datei hochladen                                                                                                 | Ehemaliger Friedhof / Ancien cimetière KGS-Nr.: 17401 | B    | G   | Rue Saint-François 593760 / 120675                             |                                                             |
| BW   | Datei hochladen                                                                                                 | Maison de Torrenté KGS-Nr.: 17402 | B    | G   | Rue du Vieux-Collège 16 594076 / 120210                        |                                                             |
| BW   | Datei hochladen                                                                                                 | Parfay-Turm / Tour du Parfay KGS-Nr.: 17403 | B    | G   | Salins, Route du Parfay 34 594218 / 118441                     |                                                             |
| BW   | Datei hochladen                                                                                                 | Kirche Saint-François / Église Saint-François KGS-Nr.: 17404                                                                                                  | B    | G   | Salins, Route de Salins 65 593489 / 117834                     |                                                             |
| BW   | Datei hochladen                                                                                                 | Gloriette KGS-Nr.: 17405 | B    | G   | Rue de Loèche 3 593991 / 120614                                |                                                             |
| BW   | Datei hochladen                                                                                                 | Les Potences, Galgen und Galgenstöcke / Les Potences, gibets und potences KGS-Nr.: 17406                                                                      | B    | F   | 592318 / 119403                                                |                                                             |
| BW   | Datei hochladen                                                                                                 | Haus / Maison KGS-Nr.: 17407 | B    | G   | Rue du Vieux-Collège 2 594019 / 120265                         |                                                             |
| BW   | Datei hochladen                                                                                                 | Maison Penaudier KGS-Nr.: 17408 | B    | G   | Rue des Châteaux 2 594000 / 120265                             |                                                             |
| BW   | Datei hochladen                                                                                                 | Maison Allet KGS-Nr.: 17409 | B    | G   | Rue du Grand-Pont 16a, b / Rue des Châteaux 1a 593992 / 120301 |                                                             |
| BW   | Datei hochladen                                                                                                 | Maison Jean Jordan KGS-Nr.: 17410 | B    | G   | Avenue Ritz 16 593837 / 120410                                 |                                                             |
| BW   | Datei hochladen                                                                                                 | Maison Thérèse Iten KGS-Nr.: 17411 | B    | G   | Rue Ambuel 2 593953 / 120430                                   |                                                             |
| BW   | Datei hochladen                                                                                                 | Maison de Wolff KGS-Nr.: 17412 | B    | G   | Rue de Savièse 16 593873 / 120376                              |                                                             |
| BW   | Datei hochladen                                                                                                 | Maison Sainte-Barbe (Mariéthod) KGS-Nr.: 17413 | B    | G   | 593909 / 120237                                                |                                                             |
| BW   | Datei hochladen                                                                                                 | Maison Ambuel KGS-Nr.: 17414 | B    | G   | Rue du Grand-Pont 29 593959 / 120401                           |                                                             |
| BW   | Datei hochladen                                                                                                 | Maison de Sépibus KGS-Nr.: 17415 | B    | G   | Rue de la Cathédrale 29 593943 / 120387                        |                                                             |
| BW   | Datei hochladen                                                                                                 | Maison Barberini-Allet KGS-Nr.: 17416 | B    | G   | Rue de Savièse 8 593911 / 120360                               |                                                             |
| BW   | Datei hochladen                                                                                                 | Kapelle Notre-Dame de la Visitation / Chapelle Notre-Dame de la Visitation KGS-Nr.: 17417                                                                     | B    | G   | Les Agettes 595409 / 117418                                    |                                                             |
| BW   | Datei hochladen                                                                                                 | Maison Pitteloud-Antille KGS-Nr.: 17418 | B    | G   | Les Agettes, Route de Chamoson 4 594948 / 117713               |                                                             |
| BW   | Datei hochladen                                                                                                 | Maison La Maya KGS-Nr.: 17419 | B    | G   | Ruelle de la Maya 7 598226 / 122540                            |                                                             |
| BW   | Datei hochladen                                                                                                 | Ehemaliges Haus Stockalper / Ancienne maison Stockalper KGS-Nr.: 17420                                                                                        | B    | G   | Ruelle de la Maya 9 598235 / 122549                            |                                                             |
| BW   | Datei hochladen                                                                                                 | Maison Marty, Joseph Bitschnau KGS-Nr.: 17421 | B    | G   | Rue de la Cure 10 597326 / 120135                              |                                                             |
| BW   | Datei hochladen                                                                                                 | Pfarrhaus / Cure KGS-Nr.: 17422 | B    | G   | Bramois, Rue du Paradis 11 597334 / 120118                     |                                                             |
| BW   | Datei hochladen                                                                                                 | Burgerhaus / Maison bourgeoisiale KGS-Nr.: 17423 | B    | G   | Bramois, Rue du Paradis 1 597351 / 120101                      |                                                             |
| BW   | Datei hochladen                                                                                                 | Maison Rubboli KGS-Nr.: 17424 | B    | G   | Rue du Vieux-Village 53 597351 / 120070                        |                                                             |
| BW   | Datei hochladen                                                                                                 | Maison Pascal Pont KGS-Nr.: 17425 | B    | G   | Rue de Savièes 3 593940 / 120336                               |                                                             |
| BW   | Datei hochladen                                                                                                 | Maison Alain Gillioz KGS-Nr.: 17426 | B    | G   | Les Agettes, Chemin des Mayens de Sion 595388 / 117434         |                                                             |
| BW   | Datei hochladen                                                                                                 | Maison Zermatten-de Platea KGS-Nr.: 17427 | B    | G   | Rue du Vieux-Collège 14 594044 / 120209                        |                                                             |
| BW   | Datei hochladen                                                                                                 | Katharinenbrunnen / Fontaine de la Catherine KGS-Nr.: 17428                                                                                                   | B    | K   | Place de la Planta 593761 / 120208                             |                                                             |
| ja   | Datei hochladen                                                                                                 | Überreste der östlichen Stadtmauer (Porte de Covent) / Vestiges de l’enceinte orientale de la ville (Porte de Covent) KGS-Nr.: 17432                          | B    | G   | Colline de Valère 594642 / 120378                              |                                                             |